# ديفيد ميريت
ديفيد ميريت (بالإنجليزية: David Merritt)‏ هو عالم فلك أمريكي، ولد في 1955.